# Ettelner Burg
Die Burg Etteln ist die Ruine einer Turmburg 150 m westlich der Kirche des Ortsteils Etteln der Gemeinde Borchen im Kreis Paderborn in  Nordrhein-Westfalen.

## Geschichte
Die Herren von Etteln erscheinen seit dem 12. Jahrhundert als Ministeriale des Bischofs von Paderborn in der historischen Überlieferung. Die Burg Etteln wurde erstmals ausdrücklich 1358 erwähnt, als sie an Friedrich von Brenken verkauft wurde. 1411 war sie noch der Standort eines Holtings, eines Holzgerichts. Danach erscheint sie nicht mehr in den Quellen.

## Beschreibung
Der letzte Rest der mittelalterlichen Burg ist eine ca. 1 m starke Bruchsteinmauer, die zu einem ursprünglich 10,18 × 8,40 m großen Bauwerk gehörte. An einem Eck lässt sich noch ein Gewölbeansatz erkennen. Wie sich aus einer Zeichnung von 1840 entnehmen lässt, war sie Bestandteil eines mehrstöckigen Wohnturms.
Die Ruine wird im Allgemeinen in das 12. Jahrhundert datiert, wobei dieser Zeitansatz wahrscheinlich von dem Erscheinen der Herren von Etteln in den Schriftquellen abgeleitet ist. Ein unabhängiger Datierungsansatz ist aufgrund des Fehlens von archäologischen wie bauhistorischen Untersuchungen nicht vorhanden.